# Херинг (нос)
Носът Херинг (на английски: ’’Herring Point’’) е скалист морски нос от източната страна на входа в залива Херсилия на северния бряг на остров Ръгед (Грапав) край западния бряг на остров Ливингстън, вдаващ се 750 m на север-северозапад в залива Ню Плимът. Разположен 4,89 km на изток-югоизток от нос Шефилд, 1,63 km на изток-югоизток от нос Цар Иван Владислав, 3,92 km южно от нос Старт и 1,31 km северозападно от нос Вунд. Районът е посещаван от ловци на тюлени през XIX век.
Координатите му са: 62°37′25″ ю. ш. 61°12′17.8″ з. д. / 62.623611° ю. ш. 61.204944° з. д..
Наименуван е на капитан Джозеф Херинг, чиито кораб Еспириту Санто поставя началото на антарктическия лов на тюлени южно от 60º ю.ш. в залива Херсилия в Коледния ден на 1819 г. Името е официално дадено на 15 декември 2006 г.
Британско картографиране от 1968 г., испанско от 1992 г., българско от 2005 г. и 2009 г.

## Карти
- Península Byers, Isla Livingston Архив на оригинала от 2013-11-09 в Wayback Machine.. Mapa topográfico a escala 1:25000. Madrid: Servicio Geográfico del Ejército, 1992.
- L.L. Ivanov et al. Antarctica: Livingston Island and Greenwich Island, South Shetland Islands. Scale 1:100000 topographic map. Sofia: Antarctic Place-names Commission of Bulgaria, 2005.
- L.L. Ivanov. Antarctica: Livingston Island and Greenwich, Robert, Snow and Smith Islands. Scale 1:120000 topographic map. Troyan: Manfred Wörner Foundation, 2009. ISBN 978-954-92032-6-4